# Alen Šket
Alen Šket (né le 28 mars 1988 à Slovenska Bistrica, en RFS de Yougoslavie) est un joueur slovène de volley-ball. Il mesure 2,04 m et joue attaquant. Il est international slovène.

## Clubs
| Club             | De        | À         |
| ---------------- | --------- | --------- |
| OK Maribor       | 2006-2007 | 2007-2008 |
| ACH Volley       | 2008-2009 | 2012-2013 |
| Pallavolo Modène | 2013-2014 | ...       |

## Palmarès
- Championnat centre-européen (5)
  - Vainqueur : 2010, 2011, 2013, 2021, 2024
- Championnat de Slovénie (9)
  - Vainqueur : 2009, 2010, 2011, 2012, 2013, 2021, 2022, 2023, 2024
- Coupe de Slovénie (7)
  - Vainqueur : 2009, 2010, 2011, 2012, 2013, 2022, 2023
- Coupe de Turquie (1)
  - Vainqueur : 2017
- Supercoupe de Turquie (2)
  - Vainqueur : 2017, 2018